# Otto Staudinger
Otto Staudinger, född 2 maj 1830 i Groß Wüstenfelde vid Teterow, Mecklenburg-Schwerin, död 13 oktober 1900 i Luzern, var en tysk entomolog. Han var sonson till Lucas Andreas Staudinger och far till Paul Staudinger.
Staudinger utövade som samlare och beskrivare av fjärilar omfattande verksamhet. Mycket bekanta är hans kataloger över de palearktiska fjärilarna (1861; tredje upplagan 1901).